# Luísa Sonza
Luísa Sonza, nata Luísa Gerloff Sonza (Tuparendi, 18 luglio 1998), è una cantante brasiliana.

## Biografia
Nata e cresciuta a Tuparendi da una famiglia di origine italiana e tedesca, Sonza ha frequentato un corso di giurisprudenza per un breve periodo, abbandonandolo subito dopo per dedicarsi alla musica. Ha firmato un contratto discografico con l'Universal a maggio 2017, tramite la quale ha pubblicato il suo primo singolo Good Vibes.
Nel medesimo anno è stato reso disponibile l'EP di debutto eponimo, progetto realizzato con la partecipazione di Luan Santana, e ha vinto nella categoria di miglior cover del web al Prêmio Multishow de Música Brasileira.
Nel 2019 ha pubblicato il suo primo album in studio Pandora, trainato da diversi singoli e dal tour omonimo. Ha in seguito inciso Combatchy, in collaborazione con Anitta e Lexa, singolo grazie al quale ha esordito in vetta alla hit parade nazionale e ha raggiunto la 25ª posizione della classifica dei singoli portoghese, dove le ha fruttato un doppio disco di platino per le 20 000 unità vendute. L'anno seguente è uscita la hit Braba, la sua prima numero uno da solista in Brasile, che ha trovato successo anche in Portogallo, dove ha conseguito la certificazione di platino con oltre 10 000 unità vendute. In quest'ultimo territorio è stata più fortunata Flores, una collaborazione con Vitão, poiché è valsa all'artista la sua prima top twenty e un platino. Il 21 dicembre 2020 viene disponibilizzata Modo turbo, inclusa nella raccolta Só as brabas, che ha infranto record di streaming in Brasile, ha fatto il suo ingresso al numero uno nella graduatoria nazionale e ha raggiunto il 7º posto in quella portoghese.
A giugno 2021, in un'intervista per Elle Brasil, ha annunciato il secondo disco Doce 22, la cui uscita è avvenuta nel luglio successivo. L'album, con 4,1 milioni di riproduzioni raccolte nelle prime 24 ore su Spotify, ha segnato il miglior debutto di un disco di un artista brasiliano per quantità di stream sulla piattaforma nel 2021 e ha ricevuto la certificazione di doppio diamante dalla Pro-Música Brasil. I brani VIP e Melhor sozinha sono stati entrambi promossi dai rispettivi videoclip, mentre la traccia Penhasco è stata la più fortunata a livello commerciale, esordendo al 3º posto in Brasile e raggiungendo la 58ª posizione nella hit parade portoghese. Ad agosto ha lanciato il proprio programma televisivo Prazer, Luísa, in onda su Multishow, ed è risultata l'artista con il maggior numero di nomination ai Prêmios MTV MIAW, grazie a nove candidature.
Negli ultimi mesi del 2021 sono state divulgate altre due collaborazioni provenienti da Doce 22: Fugitivos, incisa assieme a Jão, e Anaconda, registrata con la statunitense Mariah Angeliq. A supporto dell'LP Sonza è andata per la prima volta in tournée in Portogallo. Il 17 marzo ha preso parte al remix di Sentadona, che è divenuta la hit principale del mese seguente secondo la PMB e che ha marcato il primato per il brano con il livello di certificazione più alto in Brasile (quintuplo diamante; 1,5 milioni di unità), e nel maggio è stata contrattata dalla Sony Entertainment Brasil, dopo non aver rinnovato il contratto con l'Universal.
Il 18 luglio 2022 è stato pubblicato il singolo Cachorrinhas, comprendente elementi trap, in concomitanza con la propria clip; è il primo lavoro di Sonza con la Sony e quello da solista miglior posizionato nella Brazil Songs (2º).
Attraverso l'etichetta è avvenuta la pubblicazione del terzo LP della cantante, intitolato Escândalo íntimo e uscito nell'agosto 2023, che è stato promosso dagli estratti Campo de morango, Principalmente me sinto arrasada, Penhasco2 e Chico; il penultimo in collaborazione con Demi Lovato. Il disco è stato accolto con un'ottima risposta a livello commerciale, infrangendo il primato del disco di un artista brasiliano più riprodotto nelle sue prime 24 ore d'uscita su Spotify, ammassando oltre 15,6 milioni di riproduzioni (record poi superato da 333 di Matuê con 16 milioni), e collocando quattordici tracce su diciotto all'interno della Brasil Hot 100 di Billboard. Inoltre, le album-track Chico e Penhasco2 sono divenute rispettivamente la prima numero uno da solista di Sonza nella hit parade di Billboard (la seconda in assoluto dopo Poesia acústica 13) e la prima canzone a raccogliere più di 2 milioni di stream durante il primo giorno di disponibilità in territorio brasiliano su Spotify. Escândalo íntimo è riuscito a ottenere risultati discreti anche al di fuori della zona lusofona, debuttando in 78ª posizione nella Irish Albums Chart; lo stesso ha inoltre reso Sonza la prima artista a trascorerre due settimane consecutive in cima alla Artistas 25 di Billboard Brasil. Al fine di promuovere l'album, Sonza ha preso parte al festival The Town il 3 settembre seguente e a partire da novembre l'interprete è stata impegnata con una tournée in diverse città brasiliane. A dicembre è avvenuta la pubblicazione del documentario Se eu fosse Luísa Sonza, prodotto da Netflix, che ripercorre la fase di produzione dell'LP e la sua vita personale.
Nel marzo 2024 è stata omaggiata col Global Force Award in occasione della manifestazione promossa da Billboard atta a riconoscere le donne che si sono distinte nell'industria discografica. Il giorno successivo all'evento viene divulgata una versione alternativa della traccia Chico, dal testo prevalentemente in inglese. A fine maggio vengono resi disponibili per il consumo gli ultimi quattro brani tratti da Escândalo íntimo, tra cui Sagrado profano, quindicesimo ingresso in top ten di Sonza.
Nei primi due mesi del 2025 sono usciti Itamambuca e Bunda, duetti rispettivamente con gli argentini Paulo Londra ed Emilia, nonché Motinha 2.0 (Mete marcha), inciso assieme al DJ Dennis per l'occorrenza del Carnevale. Bunda è diventata la sua prima top 3 nella Argentina Hot 100 e la sua prima numero uno in Uruguay. Ha poi esteso la Turnê escândalo íntimo, con sei date svoltesi negli Stati Uniti d'America nel giugno 2025.

## Discografia

### Album in studio
- 2019 – Pandora
- 2021 – Doce 22
- 2023 – Escândalo íntimo

### Raccolte
- 2021 – Só as brabas

## Tournée
- 2019/20 – Pandora Tour
- 2021/22 – Turnê doce 22

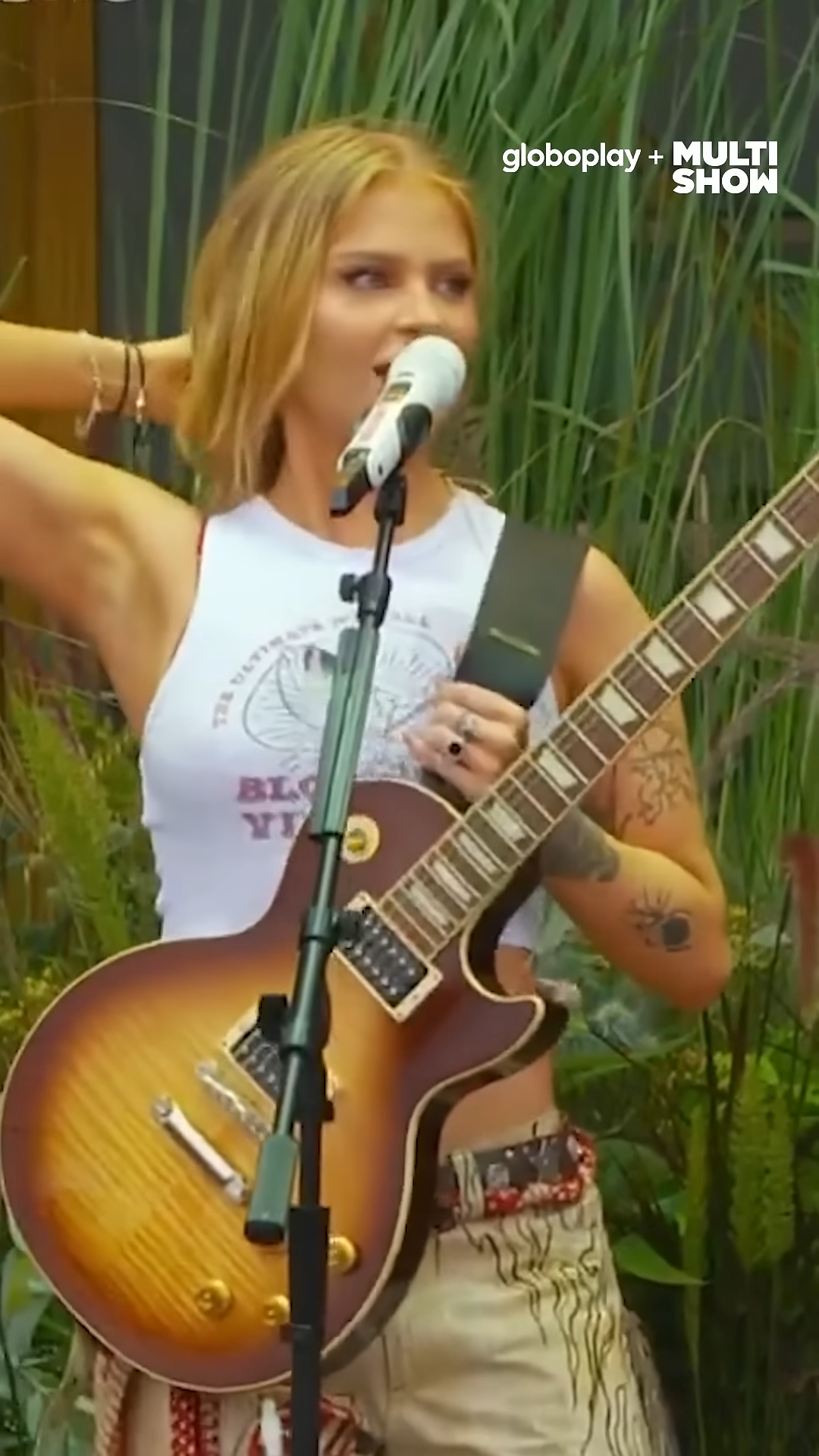
Luísa Sonza mentre si esibisce al Lollapalooza Brasil, 22 marzo 2024

- 2022/23 – Turnê o conto dos dois mundos
- 2023/25 – Turnê escândalo íntimo

## Riconoscimenti
- Billboard Women in Music
  - 2024 – Global Force Award[47]

- BreakTudo Awards
  - 2020 – Candidatura all'Artista femminile nazionale[55]
  - 2020 – Candidatura alla Hit nazionale per Braba[55]
  - 2020 – Clip nazionale per Combatchy[55]
  - 2021 – Candidatura all'Artista femminile nazionale[56]
  - 2021 – Candidatura alla Hit nazionale per Penhasco[56]
  - 2021 – Candidatura alla Clip nazionale per Tentação[56]
  - 2021 – Candidatura alla Clip nazionale per Modo turbo[56]
  - 2022 – Candidatura all'Artista femminile nazionale[57]
  - 2022 – Candidatura alla Collaborazione nazionale per Coração cigano[57]
  - 2022 – Candidatura alla Clip nazionale per Cafe da manhã[57]
  - 2022 – Candidatura alla Hit nazionale per Sentadona (Remix)[57]

- E! People's Choice Awards
  - 2022 – Candidatura all'Influencer brasiliano dell'anno[58]

- Latin Grammy Awards
  - 2022 – Candidatura al Miglior album pop contemporaneo in lingua portoghese per Doce 22[59]
  - 2024 – Candidatura al Miglior album pop contemporaneo in lingua portoghese per Escândalo íntimo[60]
  - 2024 – Candidatura alla Miglior canzone in lingua portoghese per Chico[60]

- Meus Prêmios Nick
  - 2017 – Candidatura al Canale musicale preferito[61]
  - 2018 – Candidatura alla Coppia dell'anno[62]

- MTV Europe Music Awards
  - 2021 – Candidatura al Miglior artista brasiliano[63]
  - 2023 – Candidatura al Miglior artista brasiliano[64]
  - 2024 – Candidatura al Miglior artista brasiliano[65]

- Play - Prémios da música portuguesa
  - 2022 – Candidatura al Prémio Lusofonia per Modo turbo[66]

- Prêmio Multishow de Música Brasileira
  - 2017 – Miglior cover del web[7]
  - 2020 – Candidatura alla Cantante dell'anno[67]
  - 2020 – Candidatura alla Música chiclete per Braba[67]
  - 2020 – Video musicale dell'anno per Combatchy[67]
  - 2021 – Candidatura al Video musicale dell'anno per Atenção[68]
  - 2021 – Candidatura al Video musicale dell'anno per Modo turbo[68]
  - 2021 – Candidatura alla Cantante dell'anno[68]
  - 2021 – Candidatura all'Esibizione dell'anno[68]
  - 2022 – Candidatura all'Artista dell'anno[69]
  - 2022 – Candidatura alla Voce dell'anno[69]
  - 2022 – Candidatura al Video musicale dell'anno per Cachorrinhas[69]
  - 2023 – Candidatura all'Artista dell'anno[70]
  - 2023 – Candidatura alla Copertina dell'anno per Escândalo íntimo[70]
  - 2023 – Candidatura alla Canzone MPB dell'anno per Chico[70]
  - 2023 – Candidatura all'Album dell'anno per Escândalo íntimo[70]
  - 2023 – Candidatura al Video musicale dell'anno per Campo de morango[70]
  - 2023 – Candidatura alla Voce dell'anno'[70]
  - 2023 – Candidatura alla Hit dell'anno per Chico[70]
  - 2024 – Candidatura al Pop dell'anno per Sagrado profano[71]
  - 2024 – Candidatura al Funk dell'anno per Recadin no espelho[71]
  - 2024 – Candidatura al Video musicale dell'anno per Sagrado profano[71]

- Prêmios MTV MIAW
  - 2018 – Miglior selfie[72]
  - 2019 – Rivelazione musicale[73]
  - 2019 – Candidatura alla Crush dell'anno[73]
  - 2019 – Candidatura al Danceokê per Boa menina[73]
  - 2020 – Candidatura all'Artista musicale[74]
  - 2020 – Collaborazione nazionale per Combatchy[74]
  - 2020 – Candidatura alla Collaborazione nazionale per Flores[74]
  - 2020 – Candidatura all'Inno dell'anno per Braba[74]
  - 2020 – Candidatura alla Live das lives[74]
  - 2021 – Candidatura alla Hitmaker assurda[27]
  - 2021 – Candidatura all'Artista musicale[27]
  - 2021 – Candidatura alla Collaborazione nazionale per Modo turbo[27]
  - 2021 – Candidatura alla Collaborazione nazionale per Atenção[27]
  - 2021 – Candidatura all'Inno dell'anno Modo turbo[27]
  - 2021 – Candidatura all'Inno dell'anno Atenção[27]
  - 2021 – Candidatura al Video musicale per Modo turbo[27]
  - 2021 – Candidatura alla Coreô envolvente per Atenção[27]
  - 2021 – Candidatura all'Album o EP dell'anno per Doce 22[27]
  - 2022 – Candidatura all'Artista musicale[75]
  - 2022 – Candidatura alla Collaborazione nazionale per Cafe da manhã[75]
  - 2022 – Candidatura all'Inno dell'anno per Sentadona (Remix)[75]
  - 2022 – Candidatura alla Coreô envolvente per Sentadona (Remix)[75]

- WME Awards
  - 2018 – Rivelazione dell'anno[76]
  - 2019 – Miglior canzone pop per Boa menina[77]
  - 2019 – Candidatura al Miglior video musicale per Garupa[77]
  - 2020 – Miglior canzone mainstream per Braba[78]
  - 2020 – Candidatura alla Miglior cantante[78]
  - 2020 – Candidatura al Miglior video musicale per Braba[78]
  - 2020 – Candidatura al Miglior video musicale per Combatchy[78]
  - 2020 – Candidatura al Miglior concerto dal vivo[78]
  - 2021 – Candidatura alla Cantante[79]
  - 2021 – Candidatura al Video musicale per Melhor sozinha[79]
  - 2021 – Candidatura all'Album per Doce 22[79]
  - 2021 – Candidatura alla Canzone mainstream per Penhasco[79]
  - 2022 – Cantante[80]
  - 2022 – Video musicale per Cachorrinhas[80]
  - 2022 – Candidatura allo Show[80]
  - 2023 – Canzone mainstream per Chico[81]
  - 2023 – Candidatura all'Album per Escândalo íntimo[82]
  - 2023 – Candidatura al Video musicale per Campo de morango[82]
  - 2024 – Cantante[83]
  - 2024 – Miglior show per Rock in Rio[83]
  - 2024 – Candidatura alla Canzone latinoamericana per Flores pa ti[83]
  - 2024 – Candidatura alla Canzone mainstream per Sagrado profano[83]

## Programmi televisivi
- Dança dos Famosos 16 (2019) – Concorrente
- Prazer, Luísa (2021)
- Queen Stars Brasil (2022) – Concorrente